# Marco Polo Guimarães
Marco Polo Guimarães ou simplesmente Marco Polo (Recife, 1948) é um jornalista, poeta, cantor e compositor brasileiro.

## Biografia
Integra a banda musical Ave Sangria, surgida nos anos 1970 e que, em 2019, gravou seu primeiro disco de inéditas desde 1974.
Tem músicas gravadas por Ney Matogrosso, Elba Ramalho, Teca Calazans, Zezé Motta, entre outros.
Foi editor do Caderno de Cultura do Jornal do Commercio (Recife), do Suplemento Cultural do Diário Oficial de Pernambuco e da Revista Continente Multicultural.

## Livros
- Vôo Subterrâneo (poesia). Recife: Bagaço, 1986.
- Narrativas (contos). Recife: Luz da Cidade, 1992.
- Memorial (memórias). Recife: Bagaço, 1996.
- Brilho (poesia). Recife: Comunicart, 1996.
- Palavra Clara (poesia). Recife: Bagaço, 1998.
- A Superfície do Silêncio (poesia). Recife: Bagaço, 2002.
- Caligrafias (poesia). Recife: Bagaço, 2003.
- Sax Áspero. Recife: Aguaforte do Brasil, 2007.
- Corpo inteiro. Recife: Bagaço, 2008.
- Autópsia do Bípede: Confraria do Vento, 2013.